# Pastýřský měsíc

Měsíce Pandora (vlevo) a Prometheus (vpravo), mezi nimi Saturnův prstenec F

Pastýřský měsíc je menší přírodní satelit, který obíhá kolem planet a zároveň čistí mezeru v materiálu planetárních prstenců nebo udržuje částice uvnitř prstenců.
Jeho pojmenování ukazuje na pastevce, kteří zahánějí ovce zpět do stáda.

## Charakteristika
Pastýřské měsíce zachycují díky svému gravitačnímu působení částice uniklé z prstenců a nasměrují je zpět pomocí tzv. orbitální rezonance. To způsobuje mezery v soustavě prstenců, z nichž je nejnápadnější Cassiniho dělení u Saturnu, a další nepravidelnosti prstenců jako skvrny a příčné pásy.

## Výskyt
Pastýřské měsíce jsou známy u všech planet Sluneční soustavy, které mají prstence: u Jupiteru, Saturnu a Uranu je známo vždy více těchto měsíců, u Neptunu se tyto měsíce předpokládají. Největší z potvrzených pastýřských měsíců je Janus u Saturnu, který má průměr necelých 100 km.